# Todd Cantwell
Todd Owen Cantwell (ur. 27 lutego 1998 w Dereham) – angielski piłkarz występujący na pozycji pomocnika w angielskim klubie Blackburn Rovers. 

## Kariera klubowa

### Norwich City
Cantwell dołączył do akademii Norwich City na poziomie U-10 w 2008. Profesjonalny debiut zaliczył w styczniu 2018 w meczu z Chelsea w ramach Pucharu Anglii. W tym samym miesiącu został wypożyczony do Fortuny Sittard w niderlandzkiej Eerste divisie.
Cantwell znalazł się po raz pierwszy w wyjściowej jedenastce Norwich w sierpniu 2018, w meczu Pucharu Ligi Angielskiej przeciwko Stevenage. Ligowy debiut zaliczył we wrześniu tego samego roku, w meczu przeciwko Reading. Pierwszego gola w profesjonalnej karierze strzelił w grudniu 2018, w ligowym meczu przeciwko Rotherham United.
W styczniu 2022 Cantwell dołączył do A.F.C. Bournemouth na zasadzie półrocznego wypożyczenia.

### Rangers
23 stycznia 2023 Cantwell dołączył do Rangers w szkockiej Premiership za nieujawnioną opłatą. Pierwszego gola dla klubu strzelił w marcu 2023, w zwycięstwie 4:2 przeciwko Motherwell..

### Blackburn Rovers
30 sierpnia 2024 Cantwell dołączył do Blackburn Rovers w angielskiej EFL Championship za nieujawnioną opłatą, podpisując 3-letni kontrakt. Pierwszego gola dla klubu strzelił w listopadzie 2024 z rzutu karnego, w zwycięstwie 1:0 przeciwko Leeds United.

## Kariera reprezentacyjna
30 sierpnia 2019 Cantwell znalazł się po raz pierwszy w składzie reprezentacji Anglii U-21. Zaliczył swój debiut 9 września 2019, wchodząc na boisko jako zmiennik w meczu kwalifikacji do mistrzostw europy U-21 w wygranym 2:0 meczu przeciwko reprezentacji Kosowa.